# Церковь Святого Кирилла Туровского и Всех Святых Покровителей Белорусского Народа
Церковь Святого Кирилла Туровского и всех святых заступников белорусского народа — белорусский грекокатолический храм, расположенный в Лондоне в районе Северный Финчли.

## Строительство
Церковь была построена при белорусском религиозном и культурном центре в северном Лондоне, в который также входит известная Библиотека и музей имени Франциска Скорины и общественный центр Marian House. Храм был освящен в честь почитаемого как Белорусской православной, так и Белорусской греко-католической церквями святителя Кирилла Туровского и стала первым деревянным храмом, построенным в Лондоне после Великого пожара 1666 г. Церковь стала первым в Западной Европе мемориалом жертвам Чернобыльской катастрофы и первой белорусской грекокатолической церковью, построенной за пределами страны.

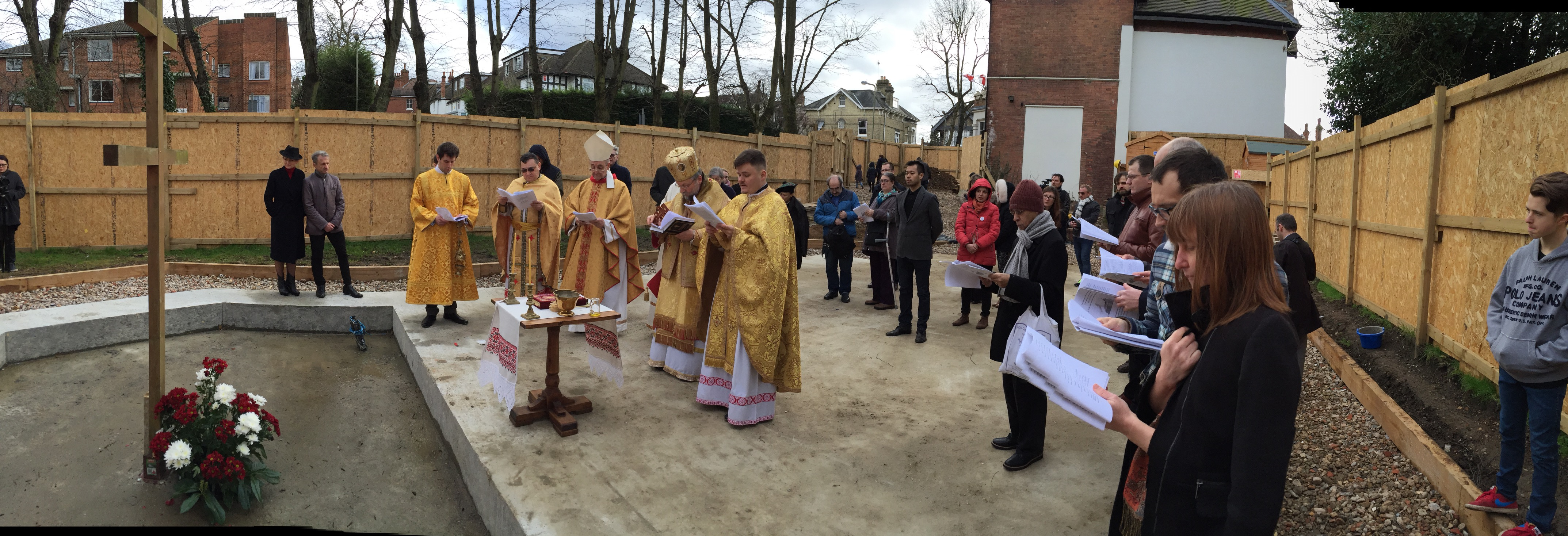
Освящение закладного камня будущей церкви 7 февраля 2016 г.

Строительство началось в ноябре 2015 г., закладка фундамента была завершена в январе 2016 г. Закладной камень с мощами святога апостола Варфоломея для церкви был привезён из Друи, из костёла Святой Троицы бывшего монастыря Мариан. Церковь была освящена 17 декабря 2016 г. с участием Апостольского нунция в Великобритании Антонио Меннини, в прошлом нунция в России, епископа Глеба Лончины украинской грекокатолической епархии Пресвятого Семейства, епископа-помощника Римско-Католической Вестминстерской диоцезии Джона Шеррингтона, а также Апостольского визитатора для греко-католиков в Беларуси Сергия Гаека, в присутствии представителей белорусской диаспоры в Великобритании.
Инициатором строительства является священник Белорусской католической миссии византийского обряда отец Сергий Стасевич. Автором проекта церкви выступил британский архитектор и прихожанин Белорусской миссии Цзывай Со. Проект церкви основан на архитектуре белорусских деревянных храмов и белорусского барокко.

## Премии, дальнейшая история

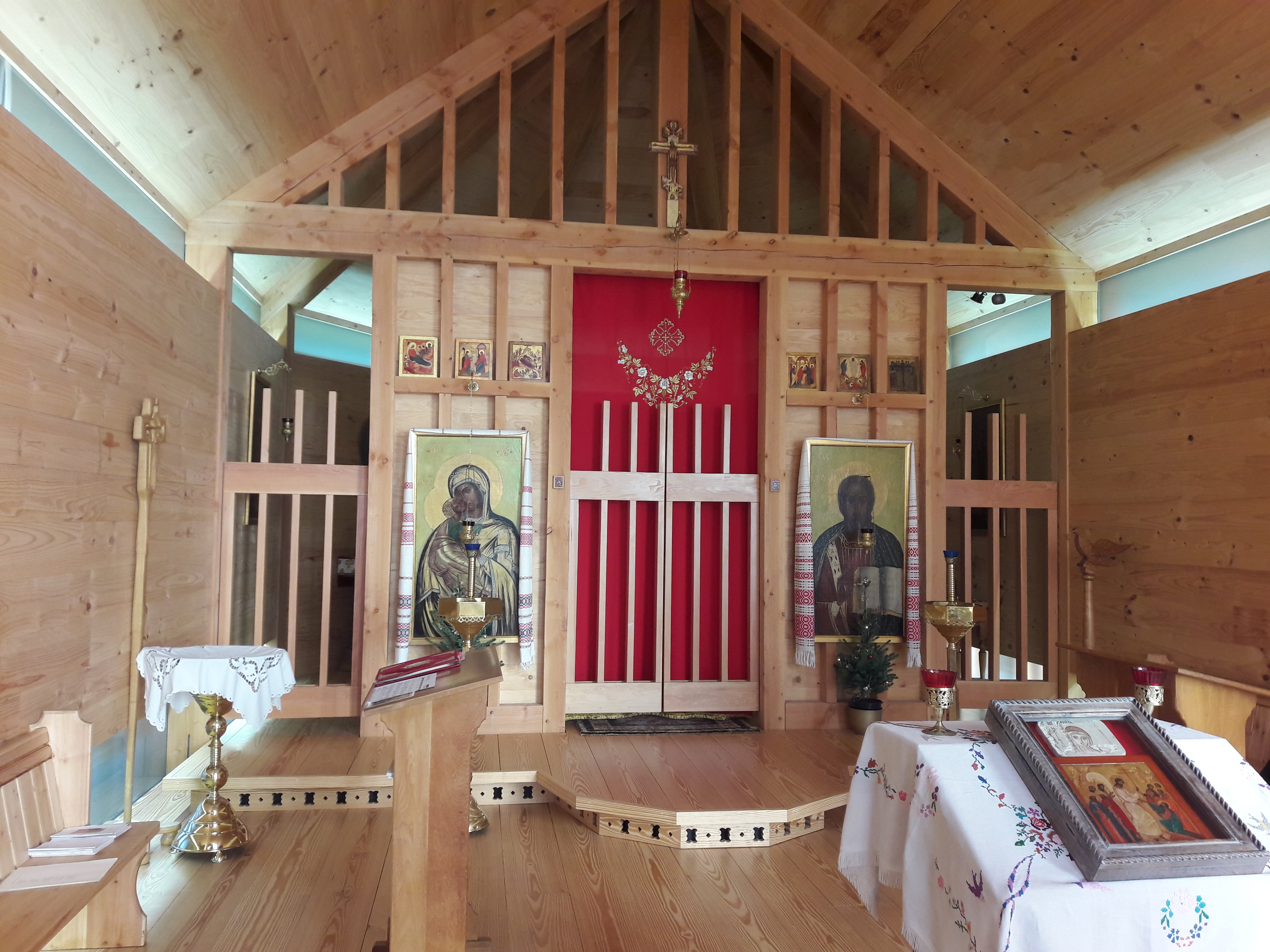
Интерьер церкви

Проект церкви был удостоен нескольких архитектурных премий и заслужил положительные отзывы британских архитектурных критиков и журналистов.
При строительстве храма в нём произошло захоронение праха, а в мае 2017 года освящен надгробный киот-памятник с иконой Геогия Победоносца в честь британской поэтессы и переводчицы с белорусского и украинского языков Веры Рич.